# Bełchatów (gmina)
Pour les articles homonymes, voir Bełchatów.
Bełchatów est une gmina rurale (gmina wiejska) du powiat de Bełchatów, dans la Voïvodie de Łódź, dans le centre de la Pologne.
Son siège administratif (chef-lieu) est la ville de Bełchatów, bien qu'elle ne fasse pas partie du territoire de la gmina.
La gmina couvre une superficie de 180,37 km2 pour une population de 9 306 habitants en 2006.

## Histoire
De 1975 à 1998, la gmina est attachée administrativement à la voïvodie de Piotrków.

Depuis 1999, elle fait partie de la voïvodie de Łódź.

## Géographie
La gmina inclut les villages et localités de :
- Adamów
- Augustynów
- Bukowa
- Dobiecin
- Dobiecin-Kolonia
- Dobrzelów
- Domiechowice
- Helenów
- Huta
- Janina
- Janów
- Józefów
- Kałduny
- Kielchinów
- Korczew
- Księży Młyn
- Kurnos Drugi
- Kurnos Pierwszy
- Ławy
- Łękawa
- Ludwików
- Mazury
- Mokracz
- Myszaki
- Niedyszyna
- Oleśnik
- Podwody
- Podwody-Kolonia
- Poręby
- Postękalice
- Rząsawa
- Wielopole
- Wola Kruszyńska
- Wola Mikorska
- Wólka Łękawska
- Zawadów
- Zawady
- Zdzieszulice Dolne
- Zdzieszulice Górne
- Zwierzchów

### Gminy voisines
La gmina de Bełchatów est voisine de :
- la ville de :
  - Bełchatów ;
- et les gminy de :
  - Drużbice
  - Grabica
  - Kamieńsk
  - Kleszczów
  - Kluki
  - Wola Krzysztoporska
  - Zelów

## Structure du terrain
D'après les données de 2007, la superficie de la commune de Bełchatów est de 180,37 kilomètres carrés, répartis comme telle :
- terres agricoles : 53%
- forêts : 35%

La commune représente 18,64% de la superficie du powiat.

## Démographie
Données du 31 décembre 2007 :
| Description        | Total  | Total | Femmes | Femmes | Hommes | Hommes |
| ------------------ | ------ | ----- | ------ | ------ | ------ | ------ |
| Unité              | Nombre | %     | Nombre | %      | Nombre | %      |
| Population         | 9 631  | 100   | 4 866  | 50,5   | 4 765  | 49,5   |
| Densité (hab./km²) | 53     | 53    | 27     | 27     | 26     | 26     |